# Monaster Wprowadzenia Matki Bożej do Świątyni w Bieżecku
Monaster Wprowadzenia Matki Bożej do Świątyni – zniszczony męski klasztor prawosławny w Bieżecku.
Założycielem klasztoru był późniejszy święty mnich Nektariusz Bieżecki, który zainicjował powstanie wspólnoty monastycznej w połowie XV w. Mnisi skupili się wokół dwóch cerkwi: Wprowadzenia Matki Bożej do Świątyni i św. Sergiusza z Radoneża. Dzięki nadaniom ziemskim uzyskiwanym od kolejnych władców Rosji (po raz pierwszy w 1588) oraz darom prywatnym monaster zyskał znaczny majątek; w 1627 został jednak zniszczony w czasie wojen polsko-rosyjskich. Odbudowę kompleksu klasztornego sfinansował Siemion Zaborowski, który opłacił budowę kamiennej dzwonnicy i cerkwi – pierwszych murowanych obiektów w Bieżecku. W 1682, już po śmierci fundatora, dokonano poświęcenia nowej cerkwi Wprowadzenia Matki Bożej do Świątyni.
W XVIII stuleciu monaster przestał otrzymywać prywatne dary, co doprowadziło do jego upadku. W 1722 stracił status niezależnej wspólnoty mniszej, stając się filią monasteru św. Antoniego w Krasnochołmsku. W tym samym stuleciu cerkiew św. Sergiusza z Radoneża została rozebrana, zaś dotychczasowa główna świątynia monasterska została zmieniona w parafialną. Oznaczało to całkowitą likwidację monasteru męskiego w Bieżecku. Jedyna ocalała z niego cerkiew w połowie XIX wieku była już w złym stanie technicznym; całkowitej wymiany wymagał m.in. ikonostas oraz większość ikon. Tylko stojąca obok świątyni dzwonnica zachowała się w dobrym stanie.
Cerkiew Wprowadzenia Matki Bożej do Świątyni została pozbawiona resztek wyposażenia po rewolucji październikowej, a następnie całkowicie zniszczona w latach 30. XX wieku. Przetrwała jedynie dzwonnica.